# Les Mensonges (téléfilm)

Les Mensonges est un téléfilm français réalisé par Fabrice Cazeneuve en 2009, diffusé le 13 mars 2010 sur France 3.

## Synopsis
Une femme employée de banque, glisse dans une spirale infernale en détournant l'argent des clients de l'établissement pour lequel elle travaille, en dépit des conseils et mises en garde de son collègue de travail qui découvre ses agissements, elle va sombrer petit à petit dans le mensonge jusqu'au point de non-retour.

## Fiche technique
- Réalisateur : Fabrice Cazeneuve
- Scénario : Olivier Gorce et Fabrice Cazeneuve, sur une idée de Caroline Brun
- Production : Nicole Flipo et Jean-Luc Périchon
- Musique du film : Michel Portal
- Montage : Jean-Pierre Bloc
- Directeur de la photographie : Benoît Chamaillard
- Distribution des rôles : Tatiana Vialle
- Création des décors : Benoît Pfauwadel
- Format : Couleur - 1,78:1 - 35 mm
- Genre : Film dramatique
- Durée : 95 minutes
- Date de diffusion : 13 mars 2010 sur France 3

## Distribution
- Marilyne Canto : Véronique Richepois
- Hippolyte Girardot : Jean-Louis Richepois
- Scali Delpeyrat : Laurent Lignac
- Marie Payen : Sylvie Labarde
- Nicolas Giraud : Nicolas Peyrolle
- Paul Minthe : Gilles Descombes
- Martine Sarcey : Mme Lajeunie
- Mathilde Cazeneuve : Cécile Richepois
- Valentin Turchi : Mathieu Richepois